# Wądroże Małe
Wądroże Małe (niem. Klein Wandriß) – wieś w Polsce położona w województwie dolnośląskim, w powiecie jaworskim, w gminie Wądroże Wielkie, około 13 km na północny wschód od Jawora i około 21 km na południowy wschód od Legnicy.

## Podział administracyjny
W latach 1975–1998 miejscowość administracyjnie należała do województwa legnickiego.

## Zabytki
Do wojewódzkiego rejestru zabytków wpisany jest obiekt:
- pałac, z XVII–XIX w.